# Freilla rufipuncta
Freilla rufipuncta là một loài bướm đêm trong họ Noctuidae.